# Jared Firestone
Jared Firestone (30 maart 1990) is een Amerikaans-Israëlisch skeletonracer.

## Carrière
Firestonde is geboren en op gegroeid in Zuid-Florida, hij deed aan atletiek gedurende zijn tijd aan Tulane University. Hij ging daarna rechten studeren aan Benjamin N. Cardozo School of Law. Firestone vroeg de Israëlisch nationaliteit aan en maakte in 2019 zijn debuut voor Israël. Firestone maakte zijn wereldbekerdebuut in het seizoen 2019/20 waar hij aan twee wereldbekerwedstrijden deelnam en een 41e plaats behaalde in de eindstand. In 2020/21 nam hij niet deel aan de wereldbeker om in het seizoen 2021/22 opnieuw aan een wereldbekerwedstrijd deel te nemen en 43e in de algemene eindstand te eindigden.

## Resultaten

### Wereldbeker
Eindklasseringen
| Seizoen   | Rang |
| --------- | ---- |
| 2019/2020 | 41e  |
| 2020/2021 | /    |
| 2021/2022 | 43e  |